# Johannes Lindbæk
Johannes Peder Lindbæk, född 6 december 1872 i Ribe, död 25 juli 1919 i Roskilde, var en dansk historiker.
Lindbæk blev filosofie doktor 1907 med avhandlingen Pavernes Forhold til Danmark 1448–1513. Han bedrev mångåriga forskningar i Vatikanarkivet och utgav bland annat Acta pontificum danica (2–6 1907–1915, tillsammans med Alfred Krarup), De danske Helligaandsklostre (1906, tillsammans med Gustav Stemann), De danske Franciskanerklostre (1914) samt Aktstykker og Oplysninger til Statskollegiets Historie 1660–1676 (2 band, 1903–1910). 
Johannes Lindbæks hustru Sofie Lindbæk (född Aubert 1875, död 1953) utgav ur sin fädernesläkts arkiv en rad värdefulla memoarer.